# Corban Knight
Corban Knight (* 10. September 1990 in Oliver, British Columbia) ist ein kanadischer Eishockeyspieler, der zuletzt bis zum Saisonende 2023/24 beim SC Bern aus der Schweizer National League unter Vertrag stand und dort auf der Position des Centers spielte. Zuvor bestritt Knight über 300 Spiele in der American Hockey League (AHL) und absolvierte darüber hinaus 52 Partien für die Calgary Flames, Florida Panthers und Philadelphia Flyers in der National Hockey League (NHL).

## Karriere
Corban Knight lief in seiner Jugend unter anderem für die Okotoks Oilers in der Alberta Junior Hockey League auf. Dort erzielte er in der Saison 2008/09 im Schnitt über 1,0 Scorerpunkte pro Spiel, sodass er im NHL Entry Draft 2009 an 135. Position von den Florida Panthers ausgewählt wurde. Anschließend wählte er den für kanadische Spieler eher ungewöhnlichen Weg in den US-amerikanischen Hochschulsport, in die National Collegiate Athletic Association (NCAA). Dort war er fortan für das Eishockeyteam der University of North Dakota, die Fighting Sioux, in der Western Collegiate Hockey Association (WCHA) aktiv. Mit dem Team gewann der Angreifer in den ersten drei Jahren jeweils die Meisterschaft der WCHA, bevor er nach 49 Scorerpunkten aus 41 Spielen in seinem letzten Universitätsjahr ins WCHA Second All-Star Team berufen sowie als einer von zehn Finalisten für den Hobey Baker Memorial Award nominiert wurde.
Nachdem die Florida Panthers die Spielerrechte an ihm im Juni 2013 im Tausch für ein Viertrunden-Wahlrecht im NHL Entry Draft 2013 an die Calgary Flames abgegeben hatten, unterzeichnete Knight wenige Wochen später einen Einstiegsvertrag bei den Flames. Dort wurde er vorerst bei Calgarys Farmteam, den Abbotsford Heat, in der American Hockey League (AHL) eingesetzt, bevor er im März 2014 sein Debüt in der National Hockey League (NHL) gab. Neben insgesamt acht weiteren NHL-Einsätzen wurde der Center allerdings im Januar 2015 zurück zu den Florida Panthers transferiert, die im Gegenzug Drew Shore an die Flames abgaben. Auch bei den Panthers kam der Kanadier überwiegend in der AHL zum Einsatz, bei den San Antonio Rampage bzw. bei den Portland Pirates, während er in der Saison 2015/16 zudem 20 Spiele für Florida in der NHL absolvierte.
Nach der Spielzeit 2015/16 wurde sein auslaufender Vertrag bei den Panthers nicht verlängert, sodass er als Free Agent einen auf die AHL beschränkten Kontrakt bei den Lehigh Valley Phantoms unterzeichnete. Dort trat Knight erneut als regelmäßiger Scorer in Erscheinung, sodass ihn der NHL-Kooperationspartner der Phantoms, die Philadelphia Flyers, im Juli 2017 ebenfalls mit einem Vertrag ausstattete. Unter deren Cheftrainer Dave Hakstol, der ihn bereits während seiner Zeit in North Dakota trainiert hatte, debütierte er im Oktober 2018 auch für Philadelphia und somit für sein drittes Franchise in der NHL. Letztlich verblieb der Kanadier bis zum Sommer 2019 Teil des Klubs, ohne sich in der NHL dauerhaft behaupten zu können.
Knight wechselte daher im Mai 2019 in die Kontinentale Hockey-Liga (KHL), wo er die Saison 2019/20 beim kasachischen Klub Barys Nur-Sultan verbrachte. Nach nur einer Saison schloss er sich ligaintern dem HK Awangard Omsk an, wo er drei Spielzeiten lang bis zum Sommer 2023 auflief. Im August desselben Jahres wechselte der Kanadier zum SC Bern in die Schweizer National League. Nach dem Saisonende 2023/24 verließ er die Berner.

### International
Für sein Heimatland nahm Knight mit der kanadischen Nationalmannschaft an den Olympischen Winterspielen 2022 in der chinesischen Hauptstadt Peking teil, wo er mit der Mannschaft den sechsten Rang belegte. In fünf Turnierspielen erzielte der Stürmer dabei drei Scorerpunkte, darunter zwei Tore.

## Erfolge und Auszeichnungen
| - 2010 Broadmoor-Trophy-Gewinn mit der University of North Dakota - 2011 Broadmoor-Trophy-Gewinn mit der University of North Dakota - 2012 Broadmoor-Trophy-Gewinn mit der University of North Dakota | - 2013 WCHA Second All-Star Team - 2013 Finalist für den Hobey Baker Memorial Award - 2021 Gagarin-Pokal-Gewinn mit HK Awangard Omsk |

## Karrierestatistik
Stand: Ende der Saison 2023/24

### International
Vertrat Kanada bei:
- Olympischen Winterspielen 2022

(Legende zur Spielerstatistik: Sp oder GP = absolvierte Spiele; T oder G = erzielte Tore; V oder A = erzielte Assists; Pkt oder Pts = erzielte Scorerpunkte; SM oder PIM = erhaltene Strafminuten; +/− = Plus/Minus-Bilanz; PP = erzielte Überzahltore; SH = erzielte Unterzahltore; GW = erzielte Siegtore; 1 Play-downs/Relegation; Kursiv: Statistik nicht vollständig)